# Mécleuves
 Mécleuves  es una población y comuna francesa, en la región de Lorena, departamento de Mosela, en el distrito de Metz-Campagne y cantón de Verny.

## Demografía
| 244 | 280 | 553 | 1029 | 1073 | 1011 |
| Para los censos de 1962 a 1999 la población legal corresponde a la población sin duplicidades (Fuente: INSEE [Consultar]) |     |     |      |      |      |